# جويل تروب
جويل آرون تروب (من مواليد يوليو 1977 في أوستن، تكساس ) هو أستاذ عائلة ستيل للرياضيات التطبيقية والحسابية في قسم علوم الحوسبة والرياضيات في معهد كاليفورنيا للتكنولوجيا. اشتهر بعمله في التقريب المتناثر، والجبر الخطي العددي، ونظرية المصفوفة العشوائية.

## الأبحاث
في أبحاثه المبكرة، طوّر تروب ضمانات أداء لخوارزميات التقريب المتناثر والاستشعار المضغوط. وفي عام 2011، نشر ورقة بحثية تناولت خوارزميات عشوائية لحساب التحليل المنفرد للقيم المقتطعة.كما عمل في نظرية المصفوفات العشوائية، حيث أسّس مجموعة من النتائج تُعرف . مجتمعة باسم "متباينات تركيز المصفوفات", والتي تتضمن حد تشيرنوف للمصفوفات.

## الجوائز والتكريمات
حصل تروب في عام 2008 على "جائزة الرئيس للمسيرة المهنية المبكرة للعلماء والمهندسين" (PECASE). في عام 2010، حصل على زمالة البحث العلمي من مؤسسة ألفريد سلون في الرياضيات. كما نال جائزة "فاسيل أ. بوبوف" السادسة في نظرية التقريب، تقديرًا لأعماله في خوارزميات Matching Pursuit. في عام 2011، حصل على “جائزة مونرو هـ. مارتن” الثامنة في الرياضيات التطبيقية، تقديرًا لأعماله في تحسين النماذج المتناثرة. تم تصنيفه كباحث ذي استشهادات عالية في مجال علوم الحاسوب من قبل “تومسون رويترز” للأعوام 2014 و2015 و2016. في عام 2019، تم اختياره زميلًا في الجمعية الصناعية للرياضيات التطبيقية (SIAM)، تقديرًا لمساهماته في معالجة الإشارات، وتحليل البيانات، والجبر الخطي العشوائي.